# كاسر الحجر الأفغاني
كاسر الحجر الأفغاني (الاسم العلمي:Saxifraga afghanica) هو نوع من النباتات يتبع جنس كاسر الحجر من فصيلة كاسرات الحجر.